# Malik Agar

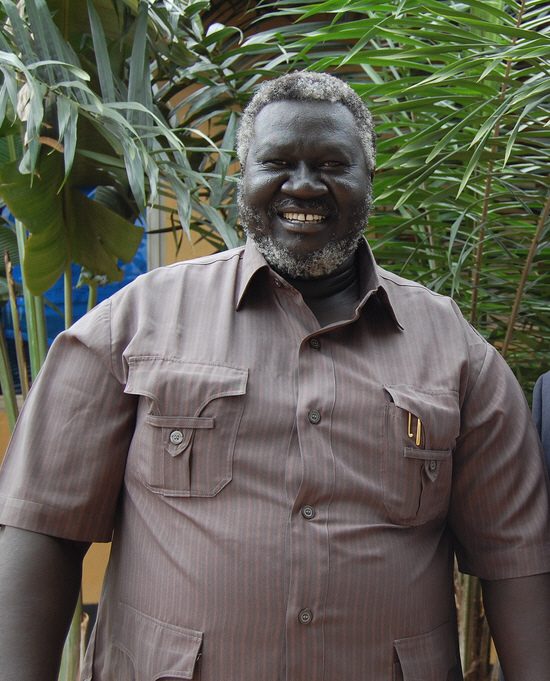
Malik Agar em 19 de agosto de 2009

Malik Agar (em árabe: مالك عقار; nascido Nganyofa Agar Eyre Nganyofa) é um político sudanês e líder rebelde ativo na insurgência no estado do Nilo Azul.

## Infância
Malik Agar nasceu Nganyofa Agar Eyre Nganyofa, filho de um chefe Ingessana no Estado do Nilo Azul. Ele desconhecia ser muçulmano até os oito anos. Seu diretor deu-lhe o nome de "Malik" e disse-lhe que ele era muçulmano. Daquele dia em diante, passou a ser chamado de "Malik Agar Eyre".

## Segunda Guerra Civil Sudanesa
Agar juntou-se à oposição armada sudanesa logo após o início da Segunda Guerra Civil Sudanesa em 1983.
Na década de 1990, era o comandante de uma seção das forças militares do Movimento Popular de Libertação do Sudão ao longo da fronteira Etiópia-Sudão ao sul do Nilo Azul até Geissan. As unidades sob seu comando capturaram as cidades de Kurmuk e Qaissan em 1997.
Agar era próximo de John Garang e compartilhava seu objetivo de derrubar o governo sudanês, em vez de lutar pela secessão do Sudão do Sul. Após a morte de Garang, Agar, junto com outros que defendiam uma revolução no Sudão, foram marginalizados pela nova liderança do Movimento Popular de Libertação do Sudão. Agar expressou sua desaprovação da secessão do Sudão do Sul a um oficial estadunidense em 2009, afirmando que isso causaria a eventual fragmentação do resto do Sudão.

## Pós-guerra civil
Foi eleito governador do Estado do Nilo Azul na República do Sudão em abril de 2010. Agar foi um dos poucos membros de destaque da oposição sudanesa a concorrer nas eleições e foi o único candidato não pertencente ao PCN a ganhar um cargo de governador. Agar derrotou o candidato do PCN, Farah Ibrahim Mohamed Al-Aggar, por 108.119 a 99.417 votos.
Em fevereiro de 2011, Malik Agar também se tornou presidente do Movimento Popular de Libertação do Sudão - Setor Norte, a parte do Movimento Popular de Libertação do Sudão que opera no norte do Sudão. O MPLS-SN tornou-se um partido político separado quando o Sudão do Sul se separou da República do Sudão em julho de 2011.
Em 2 de setembro, Agar foi deposto do cargo de governador por ordem do presidente Omar al-Bashir. Ele fugiu para o sul do estado e planeja um contra-ataque, alertando que o conflito Sudão-MPLS pode desencadear uma guerra civil sudanesa mais ampla.
Em fevereiro de 2012, Agar ajudou a fundar a Frente Revolucionária do Sudão; uma coalizão de grupos de oposição que visa derrubar o governo sudanês e substituí-lo por uma democracia. Em fevereiro de 2012, Agar foi eleito presidente da Frente Revolucionária Sudanesa.
Em 2 de fevereiro de 2021, ele foi nomeado membro do Conselho Soberano do Sudão.

## Ideologia
Agar rejeita a visão do presidente Omar al-Bashir de um Estado árabe-islâmico e defende uma democracia civil multicultural.